# 3566 Levitan
3566 Levitan este un asteroid din centura principală, descoperit pe 24 decembrie 1979 de Liudmila Juravliova.